# Agrafena Volkónskaya
La princesa Agrafena Petrovna Volkónskaya (en ruso: Аграфе́на Петро́вна Волко́нская; nacida Bestúzheva-Riúmina (Бестужева-Рюмина); fallecida en 1732) fue una dama de compañía de la emperatriz Catalina I del Imperio ruso, participante en varias intrigas cortesanas, y perteneciente a la familia noble Bestúzhev. Era la esposa del príncipe Nikita Fiódorovich Volkonski.

## Biografía
Agrafena Petrovna Bestúzhev nació en la familia formada por Piotr Mijáilovich Bestúzhev-Riumin y Evdokia Ivánovna, nacida Talyzinaya. Sus dos hermanos Mijáil (1688—1760) y Alekséi (1693—1768), que alcanzarían importantes cargos en la administración del Imperio. Creció y pasó su juventud en la corte de la duquesa de Curlandia, Ana Ivánovna. Más tade sería dama de compañía de la emperatriz Catalina I.
Creció separada de sus hermanos menores, que se criaron con su abuelo en Mitau, viviendo de madera modesta en la isla del Almirante de San Petersburgo, en una casa con tres habitaciones que compró en 1726 al doncel de la emperatriz A. P. Drevnik. Su padre le insistía en que comprara otra casa, por la indecencia que suponía que una dama de tanto rango viviera tan pobremente, pero la princesa le ignoraba. Su marido, el príncipe Volkonski a menudo estaba ausente en Moscú o Mitau- Disponía la economía familiar, recibiendo los salarios de su marido. Mujer inteligente y ambiciosa, Agrafena no se preocupaba por el lujo, sino que la actividad cortesana y las intrigas constituían su vida.
En 1727, Agrafena, que lideraba el bando opuesto al príncipe Ménshikov, se halló envuelta en el asunto De Vieira-Tolstói. Los miembros de este bando eran: el educador del gran príncipe Pedro, Semión Mavrin, el secretario del gabinete Iván Cherkásov el consejero del Colegio de Guerra, Yegor Pashkov, el senador Nelédinski, el secretario Isaak Veselovski, Abram Gannibal, que temían el reforzamiento del príncipe serenísimo. Agrafena aspiraba al puesto de dama de compañía de la joven gran princesa Natalia Alekséyevna. Alekséi, su hermano, mantuvo correspondencia con la corte de Viena y con el embajador austríaco en San Petersburgo, Rabutin, acerca de este complot, que sería descubierto tras la muerte del embajador. Se situarían guardias custodiando la casa de Volkónskaya y se prohibió acudir a la corte. Esperando mitigar su castigo, la princesa confesó que Tolstói le había dicho que la emperatriz llevaba los asuntos del Estado según su voluntad, sin respetar el derecho del Estado, sin consultar al Consejo, dándose varios desórdenes, de los cuales Tolstói quiso informar a la emperatriz pero no tuvo ocasión. La confesion de Agrafena, empeoró la situación de Tolstói y tampoco consiguió aliviar su situación. El 2 de mayo de 1727 se le ordenó abandonar la corte, obligada a vivir en Moscú o en sus fincas rurales.
Con la caída de Ménshikov, la princesa tuvo una oportunidad para regresar a la corte de Pedro II, buscando la protección de Eudoxia Fiódorovna o Ana Ivánovna. El padre de Agrafena era el embajador residente en Curlandia y oberhofmesiter de la casa de Ana Ivánovna, y, posiblemente, su amante. Volkonskaya usaría su relación amistosa con la duquesa de Curlandia. Sin embargo, por petición de Ménshikov, su padre fue llamado de Mitau, y el lugar del favorito sería ocupado por Biron. 
La princesa Volkónskaya había tomado parte activa en los asuntos de su padre, por lo que fue condenada de nuevo a vivir en el pueblo. Pronto llegaría la denuncia de que la princesa viajaba secretamente a Moscú, y que mantenía correspondencia con su padre. En el registro de su correspondencia, se halló que Bestúzhev hablaba de manera no respetuosa de Biron, al que la princesa llamaba "canalla".
El 10 de mayo de 1728, el Consejo de Privados Supremo acusó a la princesa y a sus afines en la corte imperial de intrigas en busca de su propio beneficio, para causar problemas en la corte, y que para llevarlas a cabo, había buscado ayuda en la corte vienesa, queriendo implicar al soberano extranjero en asuntos de la casa de Su Majestad Imperial, y, para ello, tanto Volkónskaya como su hermano Alekséi habían informado de esos asuntos interons a embajadores extranjeros. Por ello, Agrafena Petrovna, fue exiliada al Monasterio de la Presentación de María en el Templo de Tijvin. 
La estancia de la princesa en el monasterio fue inicialmente tolerable, cómoda, podía recibir visitas y mantener correspondencia con su familia. Pero en el mes de agosto, Ana Ivánovna, a instancias de Biron, se quejó a Moscú de Piotr Bestúzhev por su malversación de fondos y creación de deudas al ducado. Pedro II murió el 25 de febrero (7 de marzo) de 1730, lo que permitió a Ana ascender al trono. En esta situación, la posición de Bestúzhev empeoró. Sólo los hermanos MIaíl y Alekséi se salvaron de ser castigados. Piotr fue de nuevo exiliado y Agrafena sería mantenida en el monasterio, pero se reforzaría su guardia y se le prohibieron visitas y correspondencia. Su marido, Nikita Fiódorovich Volskonski, fue humillado nombrándole bufón de la corte, por el gran odio de la emperatriz hacia su esposa. La princesa Agrafena Petrovna Volkónskaya no pudo soportar la gran carga del exilio y murió en 1732.

## Matrimonio e hijos
Agrafena contrajo matrimonio con el príncipe Nikita Fiódorovich Volkonski, hijo del voivoda Fiódor Lvóvich Volkonski y Yekaterina Ilínichna Miloslávskaya. El matrimonio tuvo tres hijos y dos hijas:
- Mijaíl (1713—1788), general en jefe.
- Alekséi (f. 1781), general-mayor
- Ana (f. 11 de abril de 1756), esposa de Dmitri Petróvich Lobkov (1717-1762), director de la fábrica imperial de tapices.[6] Su hija fue Nastasia Ofrósimova (1753—1826).
- Otra hija de nombre desconocido, esposa de Iván Petróvich Leóntiev.

## En la literatura
- Yevgueni Karnóvich, Придворное кружево (1885).
- Mijaíl Nikoláyevich Volkonski, Князь Никита Фёдорович (1891).